# Zwei Mütter (2013)
Zwei Mütter ist ein deutsches Filmdrama aus dem Jahr 2013. Regie führte Anne Zohra Berrached.

## Handlung
Katja und Isabelle sind ein Paar und möchten ein Kind bekommen. Die rechtlichen und gesellschaftlichen Hürden, die dabei genommen werden müssen, bringen ihre Beziehung ins Wanken. Beide merken schnell, wie schwer es ist, als Homosexuelle ein Kind zu bekommen, denn eine Samenbank nach der anderen lehnt sie ab. Nach einer langen Suche finden sie einen Arzt, der auch für homosexuelle Frauen bereit ist, kostspielige Inseminationen durchzuführen. Auch dieser Plan geht schief und scheitert immer wieder. Da jeder Versuch einen hohen finanziellen Aufwand bedeutet, wollen die beiden Frauen sich den Samen privat beschaffen und selbst eine Befruchtung durchführen.

## Hintergrund
Der Film entstand als szenisch-dokumentarische Mischform, in welcher lediglich die beiden Hauptfiguren mit Schauspielern besetzt wurden. Alle anderen Charaktere sind Laiendarsteller, die sich selbst verkörpern.
Im Film 24 Wochen der gleichen Regisseurin findet die Handlung eine Fortsetzung.

## Kritik
„So sensibel wie authentisch inszenierter und gespielter, gut recherchierter Film über ein lesbisches Paar, das sich ein Kind wünscht und bei der Umsetzung dieses Wunsches an vielerlei Grenzen stößt, die der rechtliche und gesellschaftliche Rahmen vorgeben.“

„Durch seine äußere Form, aber auch die sehr gelungene Anleitung der zahlreichen Laiendarsteller, zeigt uns der Film ein überzeugendes Porträt einer schwierigen Liebesbeziehung zwischen zwei Frauen und ihrem Wunsch nach Zweisamkeit und Familie“

## Auszeichnungen und Nominierungen
- Gewinner des „Dialogue en Perspective“ auf der Berlinale 2013
- Gewinner des No Fear Awards First Steps für die Produzentin Cosima Maria Degler[3]
- Nominierung für den Studio Hamburg Nachwuchspreis in der Kategorie „Produktion“ für die Produzentin Cosima Maria Degler[4]
- Nominierung für den International Jury Award beim Sao Paulo International Film Festival
- Nominierung für den Tridens Award beim Tallinn Black Nights Film Festival